# 권정열
권정열(權正烈)(1983년 3월 1일 ~ )은 대한민국의 가수이다.

## 이력
경상북도 구미에서 출생하였고 지난날 한때 경상북도 영주에서 잠시 유아기를 보낸 적이 있는 그는 2004년 해령으로 데뷔하였고 2010년부터 윤철종과 10cm을 형성해 활동하고 있다. 잘 알려지지 않은 인디밴드 출신이었지만 2010년에 발표한 노래 아메리카노가 대중적인 인기를 끌게 되었다. 2017년 윤철종이 10cm를 탈퇴하게 되어 원맨밴드로 활동하고 있다. 2014년에 옥상달빛 김윤주와 결혼했다.

## 학력
- 현일고등학교 (졸업)
- 연세대학교 교육학과 (중퇴)

## 출연 작품

### 예능
- 2011년 MBC 무한도전
- 2017년 MBC 복면가왕 - 제63.64대 - 감성충만 중2병 청개구리 왕자
- 2018년, 2024 MBC 라디오스타
- 2015년 Jtbc 슈가맨
- 2023년 MBC 전지적 참견 시점